# یواس‌اس کارپنتر (دی‌دی-۸۲۵)
یواس‌اس کارپنتر (دی‌دی-۸۲۵) (به انگلیسی: USS Carpenter (DD-825)) یک کشتی بود که طول آن ۳۹۰ فوت ۶ اینچ (۱۱۹٫۰۲ متر) بود. این کشتی در سال ۱۹۴۵ ساخته شد.